# Waran z Komodo
Waran z Komodo (Varanus komodoensis) – gatunek gada z rodziny waranowatych (Varanidae), nazywany też smokiem z Komodo. To największa współcześnie żyjąca jaszczurka. Odkryta w 1910 roku. Aby ją chronić, założono w 1980 r. Park Narodowy Komodo. Jest to gatunek zagrożony wyginięciem.

## Opis
Głowa duża i szeroka, szyja gruba i masywna, baryłkowaty tułów, ogon gruby u nasady, a w dalszej części bocznie spłaszczony, równy połowie długości ciała. Szeroka szczęka uzbrojona w 60 zębów. Ciało pokryte ziarnistymi łuskami. Grzbiet ciemnobrązowy, pokryty czarnymi plamkami.

## Rozmiary
Długość do 2,5–3,0 m (rekord – 3,65 m)
Masa ciała ok. 79–90 kg (dorosły samiec na wolności).
Samice są mniejsze od samców.

## Biotop
Tereny z roślinnością krzewiastą i zadrzewione.

## Pokarm
Większe kręgowce, głównie ptaki i ssaki (konie, bawoły wodne, świnie, jelenie), odnotowano także kilka śmiertelnych ataków na ludzi, warany są także kanibalami. Warany z Komodo nie mają wrogów naturalnych w łańcuchu pokarmowym, jedynym zagrożeniem dla młodych waranów są dorosłe osobniki.

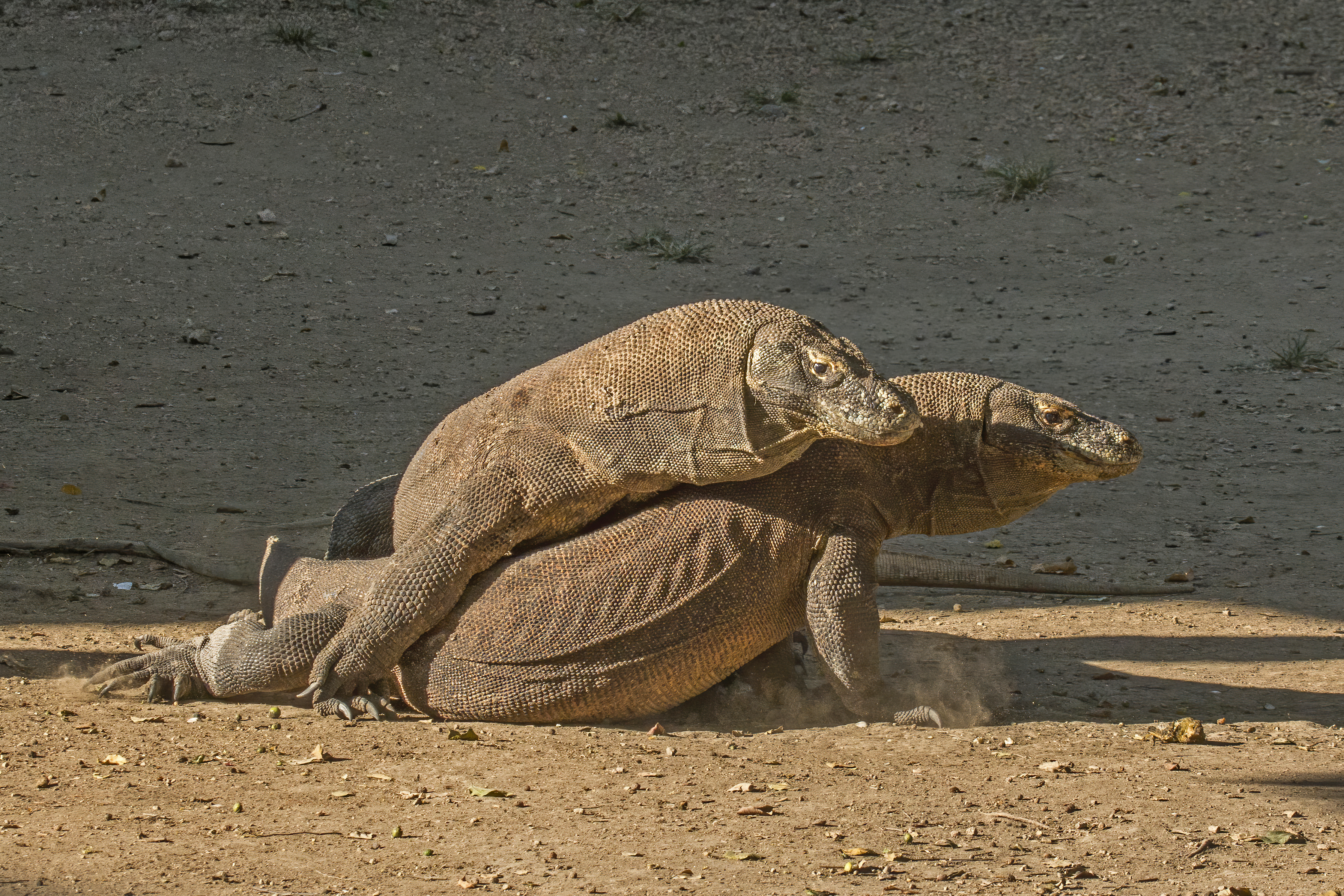
Walka dwóch osobników

## Zachowanie
Aktywny w dzień, noc spędza w wykopanych przez siebie norach. Poluje z zasadzki, do upatrzonej zdobyczy zakrada się od tyłu. Atakując mniejszą zdobycz, może rzucić się wprost do jej szyi. Większą ofiarę (np. jelenia czy dziką świnię) stara się najpierw powalić na ziemię (m.in. przy użyciu potężnego ogona, którego siła uderzenia równa się sile ciężaru 2 ton), a następnie rozedrzeć na strzępy lub doprowadzić do jej wykrwawienia. Na krótkim odcinku waran z Komodo może biec z szybkością do 20 km/h. Potrafi też pływać w pogoni za ofiarą.
Badania wykazały, że w ślinie warana z Komodo żyje ok. 50 różnych szczepów bakterii, rozwijających się dzięki resztkom mięsa pozostającym między zębami warana. Sugerowano, że bakterie te przy ukąszeniu dostają się do krwi zaatakowanego zwierzęcia, powodując infekcję prowadzącą do osłabienia, a nawet śmierci ofiary (zaobserwowano wysoką śmiertelność u myszy, którym wstrzyknięto ślinę warana). Z drugiej strony, Brian G. Fry i in. (2006) odkryli, że inny przedstawiciel rodziny waranów, waran kolorowy, wytwarza prawdziwy jad. Twierdzą przy tym, że ukąszenia dwóch innych przedstawicieli tej rodziny – Varanus scalaris i warana z Komodo – wywołują u ukąszonej ofiary objawy wskazujące bardziej na działanie jadu niż na infekcję bakteryjną. Późniejsze badanie Frya i jego współpracowników potwierdziło fakt wytwarzania przez warany z Komodo prawdziwego jadu. Autorzy kwestionują też wpływ występujących w ślinie waranów bakterii na śmierć ich ofiar.

## Rozmnażanie
Pomiędzy majem a sierpniem przebiegają gody, a we wrześniu samice składają do wykopanych jam w ziemi po kilkanaście i więcej jaj o długości 12 cm w pergaminowatych osłonkach. Wyklute warany ważą ok. 100 g i mają 40 cm długości. potrzebują ok. pięciu-sześciu lat, by urosnąć do 2 metrów długości, a mogą żyć ponad 50 lat.

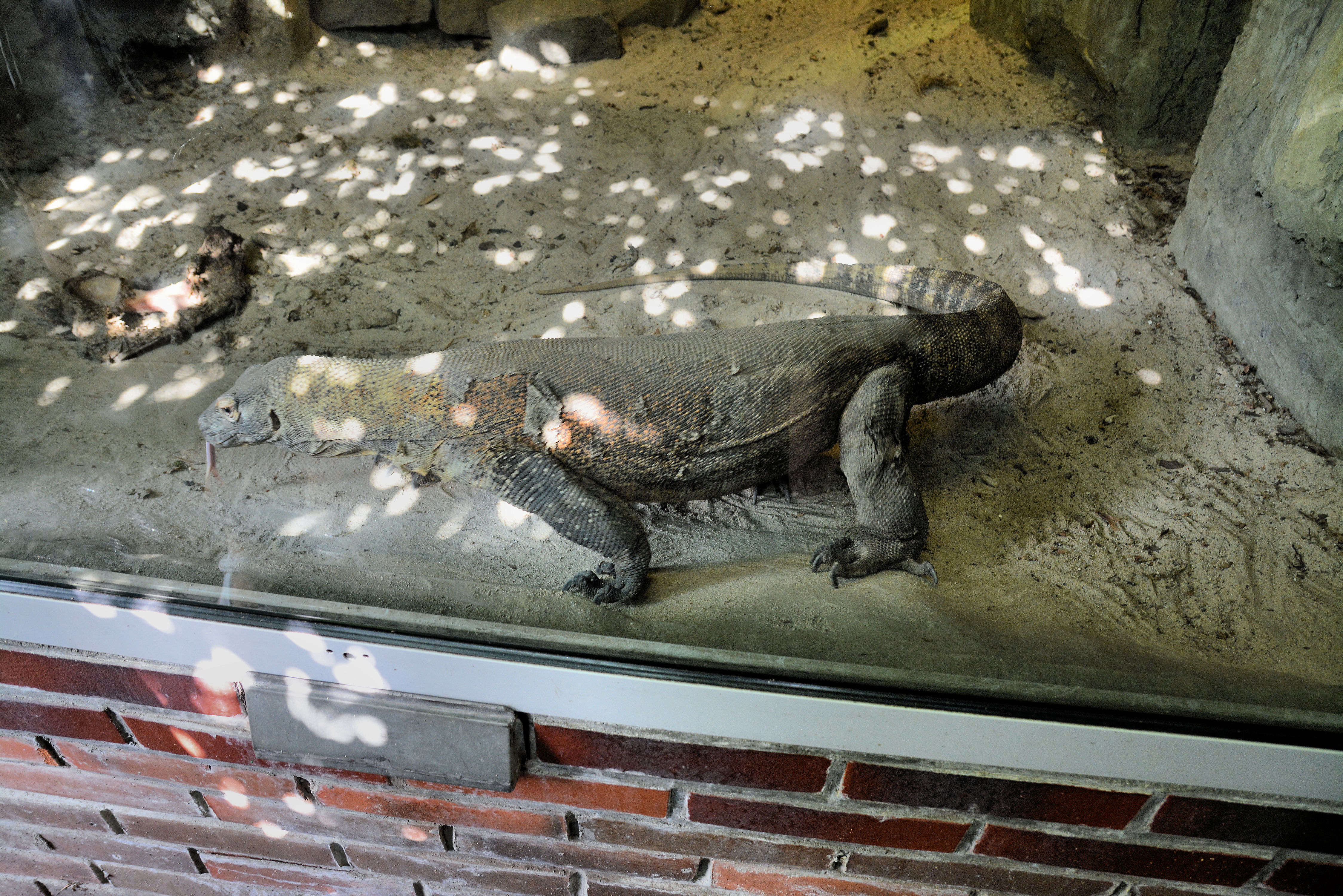
Waran z Komodo – Stare ZOO w Poznaniu

Samice waranów z Komodo prawdopodobnie przy braku samców mogą rozmnażać się partenogenetycznie. Opisano przypadki dwóch samic, które złożyły niezapłodnione jaja – fingerprinting genetyczny potwierdził, że genotyp wyklutych z nich młodych jest identyczny, jak ich matek. Jedna z tych samic później rozmnażała się płciowo.

## Występowanie
Na należących do Indonezji wyspach Archipelagu Sundajskiego żyje ok. 6 tys. waranów: Komodo (1700 osobników), Rinca (1300), Gili Motang (100) i Flores (ok. 2 tys.). Najstarsze znane skamieniałości waranów z Komodo odkryto w osadach z pliocenu i plejstocenu w Australii. Sugeruje to, że gatunek ten wyewoluował w pliocenie właśnie na tym kontynencie i stamtąd skolonizował niektóre wyspy indonezyjskie. Kręg przedstawiciela tego lub bardzo podobnego gatunku odkryto też w osadach ze środkowego plejstocenu na Jawie.
W Polsce warany można oglądać w Starym Zoo w Poznaniu, gdzie mieszkają od 2005 roku i w Ogrodzie Zoologicznym we Wrocławiu, od lipca 2014.